# Edward Maria Jan Poppe
Edward Maria Jan Poppe (ur. 18 grudnia 1890 w Moerzeke, zm. 10 czerwca 1924) – prezbiter, Błogosławiony Kościoła katolickiego.

## Życiorys
Jego ojciec z zawodu był piekarzem, matka była bardzo religijna. W 1909 roku wstąpił do seminarium, gdzie przebywał do 1916 roku. Po otrzymaniu święceń kapłańskich przez dwa lata był wikariuszem w parafii św. Kolety w Gandawie. Z powodu słabego zdrowia zrezygnował z pracy w parafii. Pełnił funkcję rektora wspólnoty zakonnej. Opublikował 5 broszur i 284 artykułów w różnych czasopismach, a także pozostawił 1000 listów. Zmarł w opinii świętości.
Został beatyfikowany przez papieża Jana Pawła II w dniu 3 października 1999 roku, a jego wspomnienie obchodzone jest 10 czerwca.